# Pronocera collaris
Pronocera collaris é uma espécie de coleóptero da tribo Callidiini (Cerambycinae); compreende duas subespécies, distribuídas no Canadá e Estados Unidos.

## Sistemática
- Ordem Coleoptera
  - Subordem Polyphaga
    - Infraordem Cucujiformia
      - Superfamília Chrysomeloidea
        - Família Cerambycidae
          - Subfamília Cerambycinae
            - Tribo Callidiini
              - Gênero Pronocera
                - P. collaris (Kirby, 1837)
                  - subespécie Pronocera collaris collaris (Kirby, 1837)
                  - subespécie Pronocera collaris lecontei (Chemsak, 1963)